# Ilhas Cook nos Jogos Olímpicos de Verão da Juventude de 2010
As Ilhas Cook participaram dos Jogos Olímpicos de Verão da Juventude de 2010 em Cingapura. A delegação desta possessão neozelandesa foi composta de 18 atletas em 3 esportes.

## Natação
| Atleta        | Prova                | Elims. | Elims. | Semifinal   | Semifinal   | Final       | Final       |
| Atleta        | Prova                | Tempo  | Pos.   | Tempo       | Pos.        | Tempo       | Pos.        |
| ------------- | -------------------- | ------ | ------ | ----------- | ----------- | ----------- | ----------- |
| Aaron Brown   | 50 m livre masculino | 26.70  | 36     | Não avançou | Não avançou | Não avançou | Não avançou |
| Celeste Brown | 50 m livre feminino  | 29.40  | 43     | Não avançou | Não avançou | Não avançou | Não avançou |

## Handebol
Masculino:
| Elenco | Preliminares                       | Preliminares | Disputa pelo 5º lugar                                          | Pos. final |
| Elenco | Grupo A                            | Pos.         | Disputa pelo 5º lugar                                          | Pos. final |
| --- | ---------------------------------- | ------------ | -------------------------------------------------------------- | ---------- |
| Reed Cowan, Munokoa Elikana, Peter Kermode, Tapi Mataora, Terence Munro, Mana Ngaau, Te Koyo Tai Nimeti, Gerald Pho, Cruz Ropati, Tangimentua Tagimetua, Neilsen Tera, Volunteer Tokorangi, Aurand Tou, Peter Tuaratini | França D 4-58 Coreia do Sul D 4-70 | 3º           | Primeiro jogo Cingapura D 20-27 Segundo jogo Cingapura D 18-32 | 6º         |

## Vela
| Atleta              | Evento             | Regata | Regata | Regata | Regata | Regata | Regata | Regata | Regata | Regata | Regata | Regata | Regata | Pontos | Posição |
| Atleta              | Evento             | 1      | 2      | 3      | 4      | 5      | 6      | 7      | 8      | 9      | 10     | 11     | M      | Pontos | Posição |
| ------------------- | ------------------ | ------ | ------ | ------ | ------ | ------ | ------ | ------ | ------ | ------ | ------ | ------ | ------ | ------ | ------- |
| Aquila Tatira       | Byte CII masculino | 23     | 23     | 13     | 27     | 26     | 22     | 19     | 15     | 28     | 23     | 15     | 25     | 204    | 24º     |
| Teau Moana McKenzie | Byte CII feminino  | 25     | 30     | 29     | 30     | 26     | DSQ    | 29     | 28     | 29     | 28     | 27     | 29     | 280    | 31º     |

Notas:
- M - Regata da Medalha
- OCS – On the Course Side of the starting line
- DSQ – Disqualified (Desclassificado)
- DNF – Did Not Finish (Não completou)
- DNS – Did Not Start (Não largou)
- BFD – Black Flag Disqualification (Desclassificado por bandeira preta)
- RAF – Retired after Finishing (Aposentou-se após completar a prova)